# Claire Vautier
Claire Vautier, née le 5 septembre 1999, est une joueuse française de handball évoluant au poste d'arrière gauche à la JDA Dijon Handball.

## Biographie
Issue des équipes jeune du HBCSA Porte du Hainaut, elle participe à la montée du club en deuxième division lors de la saison 2014-2015 et découvre ce niveau dès la saison 2015-2016.
À l'été 2017, elle est retenue en équipe de France junior pour disputer le championnat d'Europe en Slovénie. L'équipe de France remporte la compétition en dominant la Russie en finale (31-26),.
A l'issue de la saison 2017-2018, elle participe à la montée du club en LFH. Elle signe un contrat de deux ans, à compter de la saison 2018-2019, pour sa première année en première division.
À l'été 2019, en l'absence de nombreuses titulaires laissées au repos et à l'occasion d'une large revue d'effectif, elle est retenue pour un stage de préparation avec l'équipe de France.
En 2020, après avoir été élue meilleure joueuse du Championnat de France de D2, elle rejoint la Jeanne d'Arc Dijon Handball pour un contrat de 3 ans.

## Palmarès

### En club
- Coupe de France :
  - Finaliste en 2024 avec la JDA Dijon Handball

### En sélection
Sélections jeunes
- championne d'Europe junior en 2017 en Slovénie

### Distinctions personnelles
- Élue meilleure joueuse de D2 en 2020[8]
- Nommée pour le titre de meilleure espoir LFH en 2019
- Élue meilleure arrière gauche des journées 8 et 12 de LFH en 2019